# Morgan Farm (Teksas)
Morgan Farm je naseljeno mjesto za statističke potrebe u američkoj saveznoj državi Teksas. Prema popisu stanovništva iz 2010. u njemu je živjelo 463 stanovnika.